# Marantochloa microphylla
Marantochloa microphylla är en strimbladsväxtart som först beskrevs av Jean Koechlin, och fick sitt nu gällande namn av Dhetchuvi. Marantochloa microphylla ingår i släktet Marantochloa och familjen strimbladsväxter. Inga underarter finns listade.